# Хуберт Кош
Хуберт Кош (угор. Hubert Kós, 28 березня 2003) — угорський плавець.
Учасник Олімпійських Ігор 2020 року, де в попередніх запливах на дистанції 200 метрів комплексом посів 20-те місце і не потрапив до півфіналу. В естафеті 4x100 метрів комплексом його збірна посіла 13-те місце і не потрапила до фіналу.